# Anzia masonii
Anzia masonii är en lavart som beskrevs av Yoshim. Anzia masonii ingår i släktet Anzia och familjen Parmeliaceae.   Inga underarter finns listade i Catalogue of Life.